# Minardi M185
Chronologie des modèles (1985-1986)
Minardi M186
La Minardi M185 est une monoplace de Formule 1 engagée par la Scuderia Minardi dans le cadre du championnat du monde de Formule 1 1985. Elle est pilotée par l'Italien Pierluigi Martini. Elle est mue par un moteur V8 Ford-Cosworth DFY pour les deux premières manches, remplacé ensuite par un moteur V6 Motori Moderni turbocompressé.
Minardi n'ayant pas les moyens financiers et techniques de concevoir un vrai châssis de Formule 1, la M185 est une monoplace de Formule 2 adaptée au règlement technique de la Formule 1. Elle présente des caractéristiques obsolètes, comme des disques de freins en fonte à une époque où le carbone, plus performant, se généralise. Logiquement peu performante, la voiture souffre également de la fiabilité désastreuse de son V6 turbocompressé. En quinze départs, Martini ne voit l'arrivée que de deux Grands Prix en 1985 et ne qualifie pas à Monaco.
En 1986, deux exemplaires de la M185B sont confiés aux Italiens Andrea De Cesaris et Alessandro Nannini. En raison des modifications de la réglementation technique, le réservoir passe d'une contenance de 220 à 195 litres et la voie avant de la monoplace est réduite de treize centimètres.
Minardi évolue à nouveau en fond de grille, et la fiabilité reste problématique. Nannini ne franchit la ligne d'arrivée qu'une seule fois avec la M185B en quatorze départs et de Cesaris n'y parvient jamais en dix départs. Les monoplaces ne se qualifient à nouveau pas à Monaco.

## Résultats en championnat du monde de Formule 1

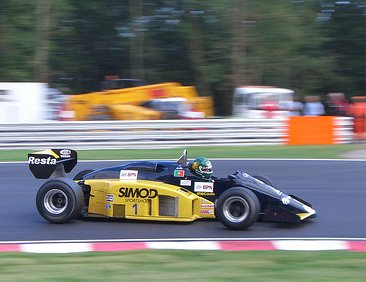
La Minardi M185 à Brands Hatch en 2005.

| Saison | Écurie          | Moteur                     | Pneus   | Pilotes            | Courses | Courses | Courses | Courses | Courses | Courses | Courses | Courses | Courses | Courses | Courses | Courses | Courses | Courses | Courses | Courses | Points inscrits | Classement |
| Saison | Écurie          | Moteur                     | Pneus   | Pilotes            | 1       | 2       | 3       | 4       | 5       | 6       | 7       | 8       | 9       | 10      | 11      | 12      | 13      | 14      | 15      | 16      | Points inscrits | Classement |
| ------ | --------------- | -------------------------- | ------- | ------------------ | ------- | ------- | ------- | ------- | ------- | ------- | ------- | ------- | ------- | ------- | ------- | ------- | ------- | ------- | ------- | ------- | --------------- | ---------- |
| 1985   | Minardi F1 Team | Ford-Cosworth DFY V8       | Pirelli |                    | BRÉ     | POR     | SMR     | MON     | CAN     | DET     | FRA     | GBR     | ALL     | AUT     | P-B     | ITA     | BEL     | EUR     | AFS     | AUS     | 0               | 17e        |
| 1985   | Minardi F1 Team | Ford-Cosworth DFY V8       | Pirelli | Pierluigi Martini  | Abd.    | Abd.    |         |         |         |         |         |         |         |         |         |         |         |         |         |         | 0               | 17e        |
| 1985   | Minardi F1 Team | Motori Moderni 615-90 V6 T | Pirelli | Pierluigi Martini  |         |         | Abd.    | Nq.     | Abd.    | Abd.    | Abd.    | Abd.    | 11e*    | Abd.    | Abd.    | Abd.    | 12e     | Abd.    | Abd.    | 8e      | 0               | 17e        |
| 1986   | Minardi F1 Team | Motori Moderni 615-90 V6 T | Pirelli |                    | BRÉ     | ESP     | SMR     | MON     | BEL     | CAN     | DET     | FRA     | GBR     | ALL     | HON     | AUT     | ITA     | POR     | MEX     | AUS     | 0               | 12e        |
| 1986   | Minardi F1 Team | Motori Moderni 615-90 V6 T | Pirelli | Andrea De Cesaris  | Abd.    | Abd.    | Abd.    | Nq.     | Abd.    | Abd.    | Abd.    | Abd.    | Abd.    | Abd.    |         | Abd.    |         |         |         |         | 0               | 12e        |
| 1986   | Minardi F1 Team | Motori Moderni 615-90 V6 T | Pirelli | Alessandro Nannini | Abd.    | Abd.    | Abd.    | Nq.     | Abd.    | Abd.    | Abd.    | Abd.    | Abd.    | Abd.    | Abd.    |         | Abd.    | Abd.    | 14e     | Abd.    | 0               | 12e        |

Légende : ici
* Le pilote n'a pas terminé l'épreuve mais est tout de même classé pour avoir parcouru 90% de la distance de course.